# Запис крст Манастириште (Власотинце)
Запис крст Манастириште (Власотинце) се налази на парцели чији је власник Општина Власотинце.

## Локација
| Општина             | Власотинце                                                       |
| Катастарска општина | Власотинце ван варош                                             |
| Потес               | Невит                                                            |
| Координате          | 42° 57′ 36″ С; 22° 09′ 09″ И / 42.960000000000001° С; 22.1526° И |
| Надморска висина    | 278m                                                             |

## Карактеристике
Дендрометријске вредности утврђене на терену и сателитским снимцима:
| Стабло                     | Крст |
| Висина стабла              | m    |
| Обим дебла                 | m    |
| Пречник крошње             | 0m   |
| Пречник дебла              | m    |
| Висина дебла до прве гране | m    |

## База записа
Запис је у оквиру Викимедија пројекта "Запис - Свето дрво" заведен под редним бројем 1256.